# David Bek, Syunik
David Bek là một đô thị thuộc tỉnh Syunik, Armenia. Dân số ước tính năm 2011 là 815 người.